# Citroën C2
La Citroën C2 è una piccola autovettura prodotta dal 2003 al 2009 dalla casa automobilistica francese Citroën.

## Storia

### Genesi
Con la nascita della Citroën C3, nel 2002, si era riusciti a trovare una sostituta alla Citroën Saxo a 5 porte, modello di grande successo nella seconda metà degli anni novanta, ma che cominciava a far sentire il peso degli anni, specie per quanto riguardava le normative di sicurezza ed antinquinamento, le quali nel frattempo erano via via divenute sempre più severe, senza contare che il suo look, seppur ancora accattivante, cominciava a mostrare anch'esso i segni degli anni. Ma la Saxo rimase comunque in listino, almeno nella versione a 3 porte, per sostituire la quale, invece, si decise di realizzare un modello a sé, sempre sulla base della C3.
Già nel 2002 erano filtrate le prime indiscrezioni riguardanti una versione a 3 porte della C3, una versione meno elegante e più grintosa che non facesse rimpiangere le versioni più brillanti della Saxo. Fra l'altro, tra i programmi della Casa francese per la futura piccola a 3 porte, ve ne erano alcuni dedicati proprio all'attività sportiva. Per questi motivi, nel marzo del 2003, al Salone di Ginevra fu presentata la concept C2 Sport, praticamente una C2 già in versione definitiva, ma con carrozzeria bombata oltre misura, per mostrare al pubblico quali fossero i programmi sportivi della Casa del "double chevron" per gli anni seguenti.

### Debutto
La presentazione vera e propria della C2 avvenne nel maggio del 2003, a Malaga, in concomitanza con la presentazione di un'altra Citroën, la C3 Pluriel.
La produzione della piccola Citroën cominciò nello stabilimento di Aulnay-sous-Bois, dove fino a pochissimo tempo prima venivano assemblate la Saxo e la "cugina" 106.
La commercializzazione venne invece avviata nel novembre del 2003.

### Design
Sulle prime, la C2 appare più goffa nelle linee, ma è solo un'apparenza, dal momento che è stata in grado invece di dimostrarsi una degna erede di Saxo e AX, anche dal punto di vista stilistico. Le motivazioni che potrebbero far storcere inizialmente il naso stanno nella sua linea, più monovolume che non quella della Saxo, con corpo vettura più alto. In realtà, le forme così particolari della C2 sono state accuratamente studiate per sposare più stili diversi in una sola vettura e accontentare quindi più tipologie di clientela. Alla linea quasi da monovolume si mescolano infatti anche quelle caratteristiche da vettura "cattiva" e votata alla sportività che sono per esempio i passaruota sporgenti, anche nelle versioni di cilindrata più bassa, i paraurti molto compatti che danno un'aria di robustezza all'insieme. Tipico è il frontale massiccio, dal deciso taglio curvilineo, se visto lateralmente, e dotato di grandi fari quadrangolari. Altra caratteristica si ritrova nella vista laterale, dove è molto particolare la discontinuità tra la profilatura dei finestrini anteriori e quella dei finestrini posteriori, ma anche il disegno dei passaruota dal disegno bombato. Queste ultime caratteristiche vanno a conferire maggior sportività alla linea. I modelli di maggior cilindrata sono dotati di piccole appendici aerodinamiche supplementari e di cerchi maggiorati, che tendono a conferire ancor maggiore sportività alla vettura. A proposito di cerchi, si parte dalla misura da 14 pollici per le versioni di base, fino alla misura da 16 pollici per le versioni più spinte. La coda, quasi verticale, è caratterizzata invece da fari posteriori, appuntiti e sviluppati verso l'alto, donano un look inconfondibile alla parte posteriore.
L'abitabilità interna della C2 era forse il punto più debole della vettura, ma era già noto che non si trattava di un aspetto a cui si era dato particolare peso in fase di progettazione, poiché nella C2 era prevalente l'aspetto emozionale piuttosto che quello pratico. In ogni caso, plancia e sedili erano caratterizzati da un design giovanile ed allegro, con inserti in colori vivaci e numerosi vani portaoggetti.

### Meccanica e motorizzazioni
La C2 condivide la base meccanica con la C3, della quale, come si è già detto, costituisce la variante a 3 porte. Lo schema delle sospensioni prevede la classica soluzione MacPherson con montante telescopico all'avantreno, mentre il retrotreno è a ruote interconnesse, con braccio longitudinale. L'impianto frenante è di tipo misto, vale a dire con dischi all'avantreno e tamburi al retrotreno. Le versioni più ricche montavano però quattro dischi, di cui quelli anteriori autoventilanti, più l'ABS.
La gamma motori al debutto era composta da:
- 1.1: motore monoalbero da 1124 cm³ con 60 CV di potenza massima;
- 1.4: motore monoalbero da 1360 cm³ con 73 CV;
- 1.6 16v: motore bialbero da 1587 cm³ con 125 CV;
- 1.4 HDi: motore turbodiesel common rail da 1398 cm³, con 68 CV.

Per quanto riguarda la trasmissione, quasi tutta la gamma era prevista con un cambio manuale a 5 marce. La 1.6 era prevista però inizialmente solo con un cambio automatico SensoDrive, una sorta di commutatore di modalità cambio, da manuale a robotizzato, dotato di 5 rapporti. La 1.4 era disponibile a scelta con un cambio o con l'altro.

### Allestimenti
Al suo esordio, la C2 era disponibile in diversi allestimenti:
- Entry: allestimento di base riservato unicamente al motore da 1.1 litri;
- Evolution, Elegance e Exclusive: allestimenti intermedi, previsti per i motori 1.1, 1.4 e 1.4 HDi;
- Energy VTR: allestimento top tra quelli previsti al debutto, previsto per i motori 1.4 e 1.6.

La dotazione di serie non era molto ricca, ma comprendeva comunque il doppio airbag frontale e gli airbag laterali. Inoltre, tutte le versioni previste al debutto offrivano di serie: chiusura centralizzata, correttore assetto fari, divano posteriore sdoppiabile, volante regolabile e cinture di sicurezza con pretensionatore. L'ABS era di serie su tutta la gamma tranne che per le versioni con motore 1.1, mentre il climatizzatore era di serie solo per gli allestimenti Elegance ed Exclusive.

## Evoluzione
Nel 2004 venne introdotta la versione sportiva, ossia la C2 VTS, con motore 1.6 16v portato a 122 CV. Nello stesso anno fu proposta la C2 GT, versione a tiratura limitata di 2.500 pezzi, con motore benzina 1600 16v 110 CV, caratterizzata da un look molto corsaiolo, grazie ai cerchi verniciati in bianco, che spiccano sulla carrozzeria, disponibile nelle tinte rosso, blu, grigio-argento e nero. Ed ancora nel 2004, il cambio robotizzato SensoDrive fu proposto a richiesta anche in abbinamento con il motore 1.4 HDi.

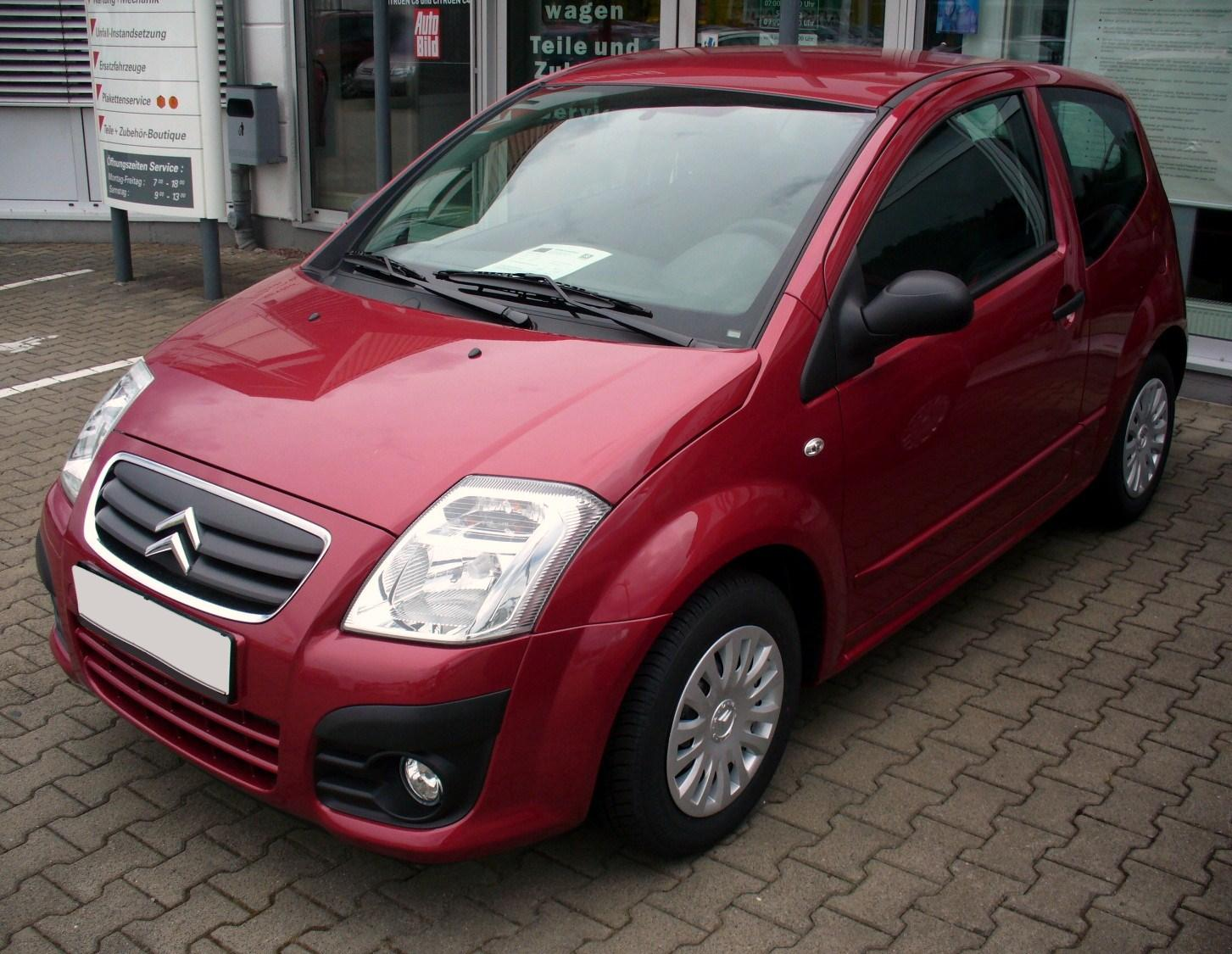
La C2 dopo il restyling 2008

Nel mese di ottobre 2005 la C2 fu sottoposta ad un lievissimo restyling, con pochissime modifiche di dettaglio, esteticamente e negli interni. Venne introdotto anche l’allestimento “Batman” realizzato in edizione limitata per pubblicizzare il film Batman Begins.
Nel 2006 con la vittoria del mondiale WRC per il terzo anno consecutivo con la Xsara WRC è stata presentata con tiratura limitata la C2 VTS by LOEB edition. Il motore è sempre il 1600 16v 125 CV carrozzeria disponibile in colore rosso ufficiale di Citroen Sport e in nero. Per identificare questo modello è stata fissata una targhetta sotto lo specchietto retrovisore del lato conducente su cui è impresso il numero progressivo di questa serie speciale. Gli interni hanno subito un leggero restyling in chiave hi-tech, con particolari cromati, come la leva del cambio e le bocchette d'aerazione, e nuovi rivestimenti per la selleria, realizzata in alcantara con inserti e ricami in rosso. Il volante è stato rivestito in pelle mentre non poteva mancare, come nella VTS di serie, una pedaliera racing in alluminio. Sempre nel 2006, viene lanciata la versione con motore 1.4 16v da 88 CV, con cambio robotizzato a 5 rapporti e dispositivo Stop&Start.
Il 2007 ha visto l'ingresso in listino della C2 1.6 HDi, con motore 1.6 turbodiesel common rail da 109 CV.
Un secondo e più marcato restyling, evidente soprattutto nello scudo paraurti anteriore ridisegnato e più aggressivo, si è avuto nel novembre del 2008, quando la carriera della piccola Citroën era oramai in piena fase calante. Per l'occasione, la gamma fu rivista con l'introduzione delle versioni Airdream, non previste per i motori 1.4 monoalbero e 1.6 bialbero VTS. Le versioni Airdream erano dotate di leggeri affinamenti ai motori, in modo da migliorare leggermente consumi ed emissioni nocive. Inoltre, il 1.6 SensoDrive fu tolto dal listino. Nello stesso anno fu presentata la C2 VTS Supersprint, creata in collaborazione con l'omonimo produttore di scarichi sportivi. In questa versione è stato installato uno specifico impianto di scarico sportivo a doppia uscita distanziata. Particolari estetici come fari posteriori trasparenti, cerchi in lega bianchi con “Chevron” rosso e strisce adesive bianche lungo tutta la carrozzeria che può essere richiesta solo in tre colori, Rosso Aden, Nero Onyx e Blue Grand Pavois. Questa versione rispetto alla VTS base è stata venduta a un sovrapprezzo di 850 EURO.
Nel 2009 fu presentata la C2 VTS by Sparco vettura con accessori livree e materiali forniti da Sparco, mentre i cerchi in lega leggera da OZ. La particolarità di questa C2 è data appunto dall'allestimento personalizzato interamente a partire dai suggerimenti dei lettori della rivista EVO. Infine al My Special Car Show 2008 la casa francese presenta due C2: la C2 Dragon, con un'eccentrica livrea lilla metallizzata su base motorizzazione diesel C2 VTS 1.6 HDi FAP da 110 CV e la C2 1587 Brutale affiancata dall'omonima moto MV Agusta. Quest'ultima esteticamente è caratterizzata dalla livrea sportiva bianco perla-rosso-nero, per gli interni, ha i sedili in alcantara nera con dettagli di cuciture rosse, schienali con il logo Brutale e particolari del cruscotto battitacco ad effetto fibra di carbonio. Rispetto alla C2 Dragon La C2 1587 Brutale è stata realizzata solamente con motorizzazione benzina 1.6 VTS 16v da 125 CV con scarico a doppia uscita.
La C2 esce di produzione nel novembre del 2009 e sparisce dai listini della Casa francese nel marzo del 2010 non più sostituita da alcun modello (ma la Citroën DS3 può essere considerata la sua erede illegittima).

## Riepilogo caratteristiche
Di seguito vengono mostrate le caratteristiche delle varie versioni previste per la gamma della C2. I prezzi riportati si riferiscono al livello di allestimento più basso ed al momento del debutto nel mercato italiano.
| Citroën C2            |         |                |                |               |                    |                  |                    |              |                     |                    |                      |                    |                   |
| Modello               | Motore  | Cilindrata cm³ | Potenza CV/rpm | Coppia Nm/rpm | Cambio/ N°rapporti | Freni ant./post. | Massa a vuoto (kg) | Velocità max | Acceler. 0–100 km/h | Consumo (l/100 km) | Emissioni CO2 (g/km) | Anni di produzione | Prezzo al debutto |
| Versioni a benzina    |         |                |                |               |                    |                  |                    |              |                     |                    |                      |                    |                   |
| C2 1.1                | TU1JP   | 1124           | 60/5500        | 90/3400       | M/5                | D/T              | 857                | 158          | 14"4                | 5.9                | 141                  | 2003-08            | 9.151             |
| C2 1.1                | TU1JP   | 1124           | 60/5500        | 90/3400       | M/5                | D/T              | 857                | 158          | 14"4                | 5.8                | 138                  | 2008-10            | 10.601            |
| C2 1.4                | TU3JP   | 1360           | 73/5400        | 118/3300      | M/5                | D/T              | 916                | 169          | 12"2                | 6.1                | 143                  | 2003-09            | 10.651            |
| C2 1.4 SensoDrive     | TU3JP   | 1360           | 73/5400        | 118/3300      | AS/5               | D/T              | 916                | 169          | 14"1                | 5.9                | -                    | 2003-08            | 11.651            |
| C2 1.4 16v Sensodrive | ET3     | 1360           | 88/5250        | 133/3250      | AS/5               | D/T              | 938                | 181          | 13"                 | 5.6                | 133                  | 2006-09            | 14.301            |
| C2 1.6 16v SensoDrive | TU5JP4  | 1587           | 109/5750       | 147/4000      | AS/5               | DA/D             | 980                | 195          | 10"9                | 6.3                | 151                  | 2003-07            | 12.651            |
| C2 1.6 16v VTS        | TU5JP4S | 1587           | 122/6500       | 143/3750      | M/5                | DA/D             | 970                | 202          | 8"3                 | 6.9                | 163                  | 2003-09            | 13.600            |
| Versioni diesel       |         |                |                |               |                    |                  |                    |              |                     |                    |                      |                    |                   |
| C2 1.4 HDi            | DV4TD   | 1398           | 68/4000        | 150/1750      | M/5                | D/T              | 921                | 166          | 13"5                | 4.1                | 108                  | 2003-10            | 11.651            |
| C2 1.4 HDi SensoDrive | DV4TD   | 1398           | 68/4000        | 150/1750      | AS/5               | D/T              | 921                | 169          | 14"1                | 4.5                | -                    | 2004-09            | 13.151            |
| C2 1.6 HDi 16v        | DV6TED4 | 1560           | 109/4000       | 240/1750      | M/5                | DA/D             | 1.047              | 193          | 9"4                 | 4.4                | 119                  | 2007-09            | 16.701            |

## La Citroën C2 in Cina

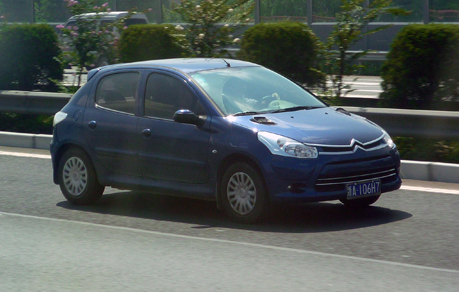
La Citroën C2 prevista per il mercato cinese

Per il solo mercato cinese, è stata riservata una C2 molto particolare, poiché si tratta in pratica di una Peugeot 206, ma con il frontale completamente rivisto in chiave Citroën, e simile per esempio a quello utilizzato per la Citroën C4, con il logo del "double chevron" che si estende per tutta la larghezza del muso, in modo da formare una vera e propria calandra. Anche la parte posteriore è stata sensibilmente ristilizzata. Tale modello è stato introdotto nel settembre 2006: tale stretta derivazione da una Peugeot di grandissima diffusione riporta alla mente la stretta parentela, negli anni settanta, tra la Peugeot 104 a 3 porte e la Citroën LN. Nel caso della C2, si tratta però di un modello destinato al solo mercato locale e costruito a Wuhan, nello stabilimento della Dongfeng Peugeot-Citroën Automobiles, dove già vengono assemblati altri modelli derivati dalla normale produzione dei due marchi PSA.
Si è scelto di basarsi sul corpo vettura della 206 perché la C2 europea non è stata giudicata adatta, nelle linee, ad un mercato come quello cinese, ed inoltre perché sarebbe stato più facile e meno oneroso basarsi su una scocca già impiegata nello stabilimento di Wuhan per la produzione di altri modelli. Due sono i motori disponibili per la C2 cinese, entrambi a benzina ed entrambi della famiglia TU: il 1.4 da 75 CV ed il 1.6 16v dalla potenza leggermente ribassata (da 109 a 106 CV). Il cambio è normalmente a 5 marce, ma in alternativa è disponibile un cambio automatico a 4 rapporti.

## Prototipi derivati

### Sbarro Espera C2 V6
In occasione del salone di Ginevra 2005, la carrozzeria Sbarro presentò al pubblico una concept car ad alte prestazioni denominata Sbarro Espera C2 V6, che era dotata di un propulsore 3,0 litri V6 in posizione centrale dalla potenza di 220 cv gestito da un cambio manuale a cinque rapporti. L'aerodinamica fu migliorata con un nuovo body kit e la sezione posteriore venne costruita in blocco unico in modo tale che potess essere completamente aperta per accedere più facilmente all'unità propulsiva. Gli interni sono stati resi più sportivi e sono stati introdotti nuovi cerchi sportivi in lega da 18 e 19 pollici. L'impianto frenante era costituito da due freni a disco posti anteriormente. Per contenere il peso l'intero corpo vettura era stato realizzato in fibra di vetro.